# Fate Tola
Fate Tola (* 22. Oktober 1987 in Assela, Äthiopien) ist eine deutsche Langstreckenläuferin äthiopischer Abstammung.

## Werdegang
2009 gewann sie den Alexander-der-Große-Marathon und wurde Vierte beim Ljubljana-Marathon.
2010 wurde sie Fünfte beim Rom-Marathon und siegte beim Paderborner Osterlauf auf der 10-km-Strecke. Bei den Halbmarathon-Weltmeisterschaften in Nanning wurde sie Siebte, beim Turin-Marathon Zweite.
2011 gewann sie beim Vienna City Marathon erstmals einen Marathon und verbesserte dabei ihre persönliche Bestzeit über diese Distanz um über zwei Minuten. 2012 konnte sie diesen Erfolg wiederholen.
2015 wurde Fate Tola Deutsche Meisterin über 10.000 Meter auf der Bahn und 10 Kilometer auf der Straße
Seit 2016 hat sie die deutsche Staatsangehörigkeit und startete im Juli bei den Leichtathletik-Europameisterschaften in Amsterdam erstmals im Trikot der deutschen Nationalmannschaft.
2016 wurde sie Deutsche Meisterin über 5000 Meter auf der Bahn sowie im Marathonlauf. Diesen Meistertitel errang sie im Rahmen des Frankfurt-Marathons, bei dem sie den zweiten Platz mit nur 15 Sekunden Rückstand auf die Siegerin Mamitu Daska belegte.
Bei den Leichtathletik-Europameisterschaften 2016 belegte sie beim 5000-m-Lauf den achten Platz. 2017 gewann sie den Hannover-Marathon in 2:27:48 h.
Von 2012 bis 2017 startete sie für die Leichtathletik-Gemeinschaft Braunschweig (MTV Braunschweig).
Seit 2018 startet sie für Hannover Athletics.

### Privates
Tola ist mit dem aus Äthiopien stammenden deutschen Langstreckenläufer Musa Roba-Kinkal (* 1989) verheiratet.

## Persönliche Bestzeiten
- 5000 m: 15:30,35 min, 19. Juni 2016, Kassel (Deutsche Leichtathletik-Meisterschaften 2016)
- 10-km-Straßenlauf: 31:56 min,	6. September 2015, Bad Liebenzell (Deutsche Leichtathletik-Meisterschaften 2015)
- Halbmarathon: 1:09:38 h, 16. Oktober 2010, Nanning
- Marathon: 2:25:14 h, 30. September 2012, Berlin-Marathon 2012